# Fleetwood (Pennsylvania)
Fleetwood  è un borough degli Stati Uniti d'America, nella contea di Berks nello Stato della Pennsylvania. Secondo il censimento del 2000 la popolazione è di 4.018 abitanti.

## Società

### Evoluzione demografica
La composizione etnica vede una maggioranza della razza bianca (97,81%), seguita da quella asiatica (0,40%) dati del 2000.
| borough di Fleetwood Popolazione |       |
| 2000                             | 4.018 |
| Stima al 2009                    | 4.018 |